# Saint-Estèphe (Dordonha)
Saint-Estèphe é uma comuna francesa na região administrativa da Nova Aquitânia, no departamento Dordonha. Estende-se por uma área de 21,57 km². Em 2010 a comuna tinha 614 habitantes (densidade: 28,5 hab./km²).